# Hyphessobrycon auca
Hyphessobrycon auca är en fiskart som beskrevs av Almirón, Casciotta, Bechara och Ruiz Diaz 2004. Hyphessobrycon auca ingår i släktet Hyphessobrycon och familjen Characidae. Inga underarter finns listade i Catalogue of Life.